# Eristalis paucisinuatus
Espèce
Eristalis paucisinuatus est une espèce fossile de mouches ou diptères de la famille des Syrphidae, de la sous-famille des Eristalinae et du genre Eristalis.

## Classification
L'espèce Eristalis paucisinuatus est publiée en 1937 par le paléontologue français Nicolas Théobald (1903-1981),. 

### Fossiles
Selon Paleobiology Database en 2023, le nombre de fossiles référencés est resté à l'unité; l'holotype A1005 de l'ère Cénozoïque, et de l'époque Oligocène (28,1 à 23,03 Ma) fait partie de la collection personnelle de Nicolas Théobald et vient du gypse d'Aix-en-Provence dans les Bouches-du-Rhône. 

### Confirmation du genrePlecia
Cette espèce est confirmée dans le genre Eristalis en 1945 par l'entomologiste américain Frank Montgomery Hull (1901-1982). 

### Étymologie
L'épithète spécifique paucisinuatus signifie en latin « quelques sinueux ».

## Description

### Caractères
Diagnose de Nicolas Théobald en 1937, :

« Insecte noirâtre, ailes transparentes. Tête transversale, large ; deux gros yeux à facettes, non échancrés sur le bord postérieur, semblent se toucher sur le front et débordent sur la face inférieure ; antennes en avant, arista en forme de pointe allongée, non plumeuse. Thorax large, noir, finement velu, nombreuses soies. Scutellum large et arrondi. Pattes à cuisses renflées et velues. Ailes repliées sur l'abdomen, légèrement enfumées à la base et sur le bord costal ; nervation presque entièrement visible, sauf pour le sommet et la région basale (v. figure). Abdomen ovale, arrondi à l'extrémité, quatre segments, finement velu. Dessin (v. figure). ».

### Dimensions
La longueur totale est de 11,5 mm.

### Affinités
« Appartient certainement à la famille des Syrphidae. La nervation, sous ce rapport est très caractéristique : Rs bifurqué, relié à M par une nervure transversale RM : M simple, recourbée vers Rs, et s'y reliant avant le sommet ; M reliée à Cu i par une nervure transversale M Cu, Cu 2 se relie à A ; entre Rs et M un pli logitudinal, la « vena spuira » est nettement visible sur l'échantillon. Par son antenne avec arista dorsale, la forte courbure de la branche postérieure de Rs et la nervure apicale R M qui est parallèle au bord de l'aile, il se range dans la sous-famille des Eristalinae.
Eristalis solitus Walk. est l'espèce actuelle la plus voisine par le dessin des anneaux abdominaux, bien qu'elle diffère par le dessin des deuxième et troisième segments. La branche postérieure de Rs est aussi plus fortement ondulée dans E. solitus ; la taille est la même. Cette espèce est très fréquente en Chine, au Japon et dans les Indes.
Scudder (p.558, pl. 5, fig. 48,49) a décrit E. lapideus de l'Oligocène de White River dans le Colorado (États-Unis). ».

## Biologie
« Le g. Eristalis est un genre cosmopolite, les larves vivent souvent dans les urinoirs (cf. ver à queue de E. tenax) ; on les trouve dans les matières animales et végétales en décomposition ; les adultes vivent sur les fleurs, ils ont un vol puissant et rapide. ».

## Galerie

Eristalis paucisinuatus - Holotype A 1005
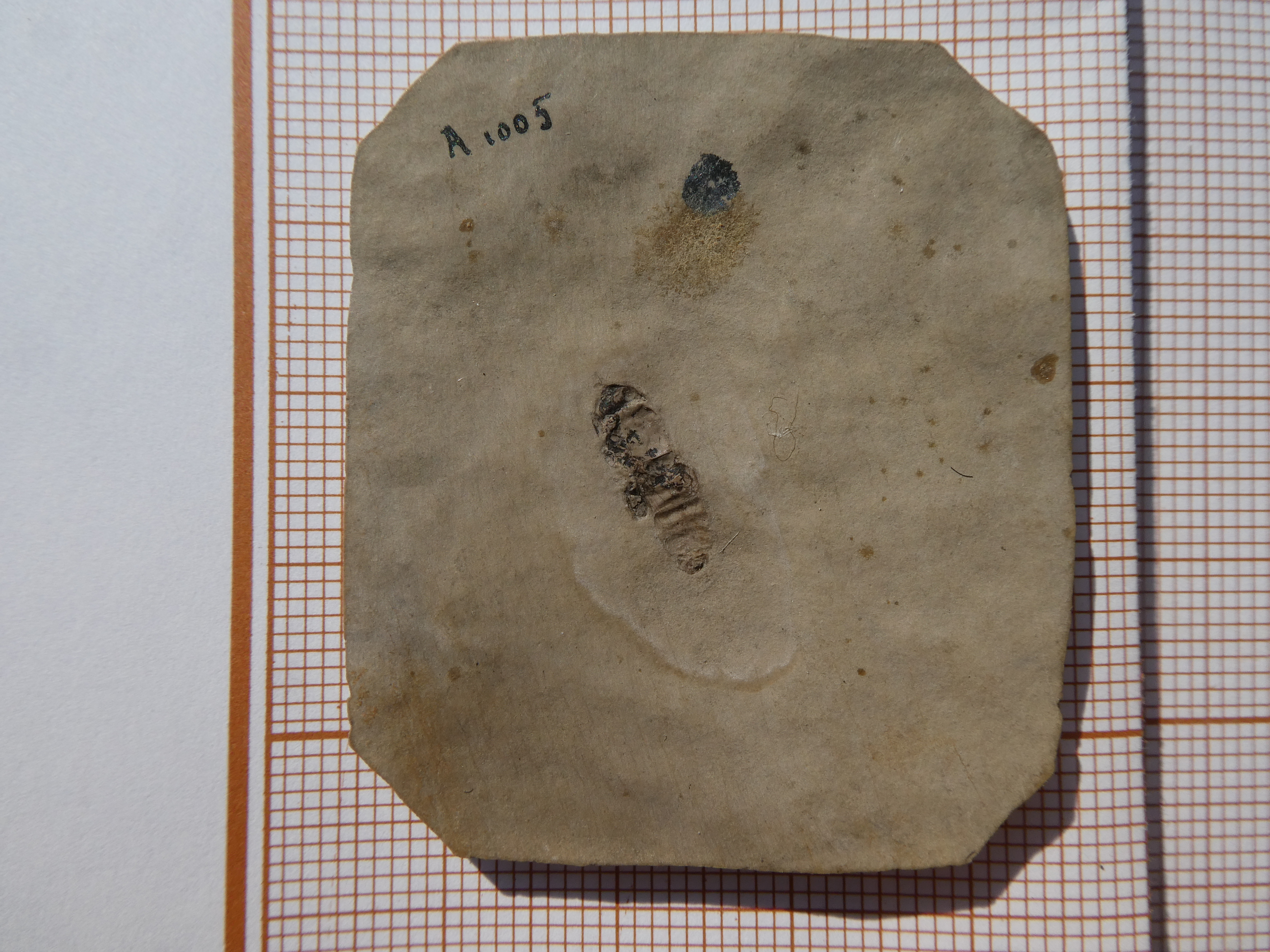
Holotype A 1005
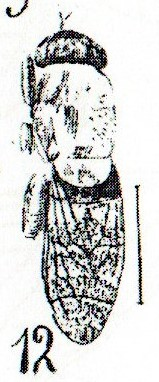
Interprétation graphique.
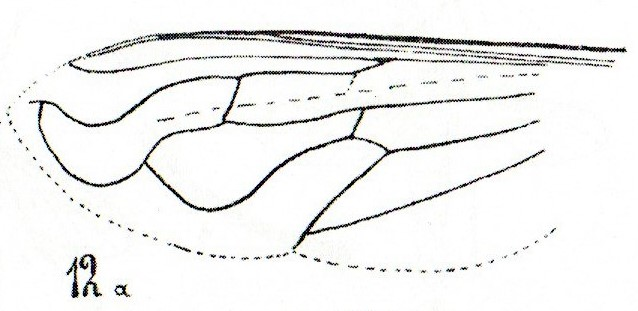
Aile d’Eristalis paucisinuatus.

### Articles
- [1945] (en) Frank Montgomery Hull, « A revisional study of the fossil Syrphidae », Bulletin of the Museum of Comparative Zoology, vol. 95,‎ 1945, p. 251-355.
- [1890] (en) Samuel Hubbard Scudder, « The Tertiary Insects of North America », Annual Report U.S. Géol. Survey of the Territories, vol. XIII,‎ 1890, p. 734, pl. 28.

### Publication originale
- [1937] Nicolas Théobald, « Les insectes fossiles des terrains oligocènes de France 473 p., 17 fig., 7 cartes,13 tables, 29 planches hors texte », Bulletin Mensuel de la Société des Sciences de Nancy et Mémoires de la Société des sciences de Nancy, Imprimerie G. Thomas,‎ 1937, p. 1-473 (ISSN 1155-1119 et 2263-6439, OCLC 786027547). .